# 洞川县
洞川县，中国古县名。
隋朝开皇十六年（596年）改钟离县置洞川县，治所在今河南省唐河县东南，属湖州。仁寿元年（601年），湖州改为昇州，大业二年（606年），废洞川县入上马县。 上马县改属昌州（舂陵郡）。